# Ivanovice na Hané (zámek)
Zámek v Ivanovicích na Hané je pozdně renesanční zámek ležící ve stejnojmenné obci, asi 7 km severovýchodně od Vyškova.

## Popis objektu
Původně vodní tvrz přestavěná stavitelem Antonínem Lorencem Parisem z Brna a kameníkem Janem Focumem z Boskovic na pozdně renesanční čtyřpodlažní čtyřkřídlý zámek uzavírající obdélníkového nádvoří. Tři z čestných křídel mají po vnitřních stranách obvodu dvoupatrové arkády, které se dochovaly dodnes. Stavební konstrukce však mají základy už v období pozdní gotiky. Stěny hlavních sálů byly zdobeny rodokmeny Bukůvků. V roce 1643 se marně snažili dobýt zámek Švédové, z čehož je dodnes v zámecké zdi dělová koule.
Při úpravách zámku a okolí ve druhé čtvrtině 19. století byl v okolí zřízen přírodní park, čímž se stal zámek charakteristickou dominantou městské zástavby.

## Historie
První písemná zmínka o Ivanovicích pochází z roku 1183. Ves byla součástí Orlovského panství, které náleželo johanitskému řádu společně s hradem Orlov. Ten roku 1482 spolu s vsí Orlovice, Ivanovicemi s dvorem a vesnicemi Hoštice, Málkovice (dnes Moravské Málkovice) s dvorem a Medlovice s dvorem Johanité prodali varadínskému biskupovi Janu Filipcovi. Roku 1503 získal Orlovské panství Jindřich Kropáč z Nevědomí. Ten si jako středisko panství zvolil Ivanovice a zde také vybudoval vodní pozdně gotickou tvrz.
Smrtí Jindřichova syna Bohuše Kropáče získaly panství jeho sestry, které byly provdány za Pražmy z Bílkova a ti statek velmi zadlužili. Následným majitelem se stala Kristina z Rogendorfu, vdova po Hynku starším Bruntálském z Vrbna. Ta prodala Ivanovické zboží s příslušenstvím moravskému Janu Bukůvkovi z Bukůvky († 1611). Ten nechal v roce 1608 objekt johanitské komendy, později vodní tvrze přestavět do podoby renesančního zámku.
Po několika dalších majetkových převodech koupil ivanovické panství Jan Přepyský z Rychemberka. Velmi zadlužené panství převzal v roce 1725 jeho syn Jan Václav Přepyský z Rychemberka, který vynikl jako úspěšný hospodář. Ten však tvrdě utlačoval a vykořisťoval poddané, aby splatil ohromné dluhy, jež vázly na majetku. K panství pak ještě přikoupil statek Vícemilice.
V letech 1792–1837 držela panství hrabata z Aueršperka a v roce 1837 je koupil arcivévoda František Ferdinand d’Este, princ Modenský, jehož dcera a dědička Marie Tereza Rakouská-Este se stala bavorskou královnou a tím přešel zámek do majetku bavorské královské rodiny Wittelsbachů. Posledním vlastníkem zámku se stal bavorský král Ludvík III. Bavorský.
Vedle panství bývalých Habsburků a arcivévody Bedřicha, která byla podle st. germainské smlouvy převzata státem, nalézalo se také panství Ivanovice na Hané, které náleželo bavorské královně. Majitelka vedla spor až k Nejvyššímu správnímu soudu, a ten uznal, že se znění dotyčné smlouvy na ni nevztahuje, poněvadž nemůže býti považována za člena císařského domu Hohenzollernského. Proto Pozemkový úřad ihned po vynesení rozsudku uvalil na panství to obyčejný zábor ve smyslu našich zákonů o pozemkové reformě, byla provedena na panství pozemková reforma a podle paragrafů 11. a 20. si majitelka vy brala to, co jí přináleželo.
Venkov, 27.01.1926, s. 4
Vzhledem k tomu, že do zámku v Ivanovicích byl po neustálém stěhování umístěn „Státní bakteriologický a serologický ústav”, intervenoval v roce 1926 poslanec Dominik Nejezchleb-Marcha u ministra zemědělství, aby stát koupil nejenom zámek, ale celé panství. Ministerstvo zemědělství následně rozhodlo, že celé panství Ivanovické odkoupí, jelikož se mu podařilo najít způsob náhrady pro majitele a tak bude moci v nejbližší době přistoupit ke koupi. K jeho odkoupení nakonec nedošlo. Zámek byl po roce 1945 na základě tzv. Benešových dekretů znárodněn Československým státem.

## Pověsti
Pověst vypravuje, že jeden z posledních majitelů – Jan Václav Přepyský – už druhý den po svatbě vyhnal z domu svou manželku Karlu z Moravce a uzavřel se v zámku, který již prý nikdy neopustil. Žil jen ve společnosti dvou psů a stýkal se pouze se svým myslivcem. Vyhnaná manželka našla útočiště v selském statku v Bučovicích, kde žila v osamění a bídě, podporována příbuznými, kteří se však marně domáhali od Přepyského alespoň minimálního výživného pro ni. Snad pověsti o jeho bohatství nebo msta byly příčinou jeho tragického konce, neboť dne 11. září L.P. 1765 byl nalezen na zámku ubit. Údajně po přepadení lupiči. Pro podezření z vraždy bylo vězněno a mučeno vícero osob (někteří ve vězení zemřeli), přesto ale případ nebyl nikdy vyřešen.

## Současnost
V období druhé poloviny 20. století se zámek stal součástí areálu národního podniku Bioveta. Inventář zámku byl z části rozkraden,[zdroj?] částečně si jej odvezl poslední majitel zámku, Ludvík III. Bavorský a něco se nachází ve vyškovském muzeu. V současné době je objekt již částečně opraven.